# Jozafát
A Jozafát héber eredetű férfinév, jelentése: Jahve ítél.

## Gyakorisága
Az 1990-es években szórványos név, a 2000-es években nem szerepel a 100 leggyakoribb férfinév között.

## Névnapok
- szeptember 16.[2]
- november 12.[2]
- november 14.[2]

## Híres Jozafátok
- Jozafát remete